# سيمون هيكي (سياسي)
سيمون هيكي هو سياسي أسترالي، ولد في 6 يونيو 1878، وتوفي في 18 مايو 1958. نشط حزبياً في حزب العمال الأسترالي. وقد انتخب عضو الجمعية التشريعية لنيو ساوث ويلز ‏ وانتخب عضو المجلس التشريعي لنيوساوث ويلز ‏.